# Авария Boeing 377 в Тихом океане
Авария Boeing 377 в Тихом океане — авиационная авария, произошедшая ранним утром во вторник 16 октября 1956 года посреди Тихого океана. Самолёт Boeing 377-10-26 Stratocruiser авиакомпании Pan American World Airways (Pan Am) с 31 человеком на борту выполнял ночной пассажирский рейс из Гонолулу (Территория Гавайи) в Сан-Франциско (штат Калифорния), когда на полпути у него сперва вышел из-под контроля один из воздушных винтов, а вскоре отказал другой двигатель. Не имея возможности достигнуть побережья, экипаж стал кружить около ближайшего метеорологического судна и подошедшего пограничного сторожевого корабля береговой охраны США, а с рассветом приводнился на поверхность океана, после чего все люди на борту были спасены.
Среди посадок больших пассажирских самолётов на воду (кроме гидросамолётов), это первый известный случай, обошедшийся без жертв.

## Самолёт
Boeing 377-10-26 Stratocruiser с заводским номером 15959 и серийным номером 36 был выпущен компанией Boeing Airplane Company в 1949 году и 2 августа того же года совершил свой первый полёт. Авиалайнер передали заказчику — авиакомпании American Overseas Airlines (AOA), где он получил регистрационный номер N90943 и сперва назван Flagship Holland (рус. «Флагман Голландия»), но позже был переименован в Flagship Europe (рус. «Флагман Европа»). Однако в 1950 году AOA была поглощена другой авиакомпанией — Pan American World Airways, в связи с чем борт N90943 перешёл в парк последней, где получил имя Clipper Sovereign Of The Skies (рус. «Клиппер Повелитель небес») и стал эксплуатироваться в составе Тихоокеанско-Аляскинского отделения. Его четыре силовые установки состояли из двигателей Pratt & Whitney R4360-B6, оборудованных воздушными винтами фирмы Hamilton Standard модель 24260 (лопасти — модель 24260-43/2J17). В течение всего периода эксплуатации самолёта его двигатели и лопасти проходили своевременное обслуживание в соответствии с установленными методиками; общая наработка борта N90943 составляла 19 820 часов 51 минуту.

## Экипаж

Экипаж рейса PA-006. Слева направо:
- командир Ричард Огг,
- штурман Ричард Браун,
- старшая стюардесса Патрисия Рейнольдс,
- неизвестен (вручает награду),
- второй пилот Джордж Хээкер,
- бортинженер Фрэнк Гарсия

Рейс 16 октября 1956 года выполнял следующий состав экипажа:
- Командир воздушного судна (КВС) — 43-летний Ричард Н. Огг (англ. Richard N. Ogg). В Pan American работал с 20 февраля 1941 года, последнюю медицинскую комиссию комитета гражданской авиации проходил 21 сентября 1956 года, а занятия по использованию аварийно-спасательного оборудования — 4 июня 1956 года. Его общий налёт составлял 13 089 часов 41 минуту, в том числе 738 часов 27 минут на самолётах B-377.
- Второй пилот — 40-летний Джордж Ли Хээкер (англ. George Lee Haaker). В Pan American работал с 1 марта 1946 года, последнюю медицинскую комиссию комитета гражданской авиации проходил 4 сентября 1956 года, а занятия по использованию аварийно-спасательного оборудования — 2 августа 1956 года. Его общий налёт составлял 7576 часов, в том числе 3674 часа 6 минут на самолётах B-377.
- Штурман — 31-летний Ричард Л. Браун (англ. Richard L. Brown). В Pan American работал с 9 декабря 1955 года, 24 августа 1956 года получил временное свидетельство штурмана гражданской авиации, медицинскую комиссию комитета гражданской авиации проходил 28 февраля 1956 года, а начальную подготовку по использованию аварийно-спасательного оборудования — 13 января 1956 года. Его общий налёт составлял 1283 часа 16 минут, в том числе 446 часов на самолётах B-377.
- Бортинженер — 30-летний Фрэнк Гарсия-младший (англ. Frank Garcia, Jr). В Pan American работал с 16 августа 1954 года, имел сертификаты бортинженера, механика и радиста, а 28 марта 1956 года получил квалификацию на B-377; последнюю медицинскую комиссию комитета гражданской авиации проходил 29 июня 1956 года. Его общий налёт на самолётах B-377 составлял 1728 часов.
- Стюардессы
  - 30-летняя Патрисия Рейнольдс (англ. Patricia Reynolds) — старшая стюардесса. В Pan American работала с 23 сентября 1946 года, 10 февраля 1956 года проходила последнюю переподготовку по использованию аварийно-спасательного оборудования на B-377, а 12 июля 1956 года на базе USCG в Сан-Франциско прошла обучение на воде.
  - 24-летняя Мэри Эллен Даниэль (англ. Mary Ellen Daniel). В Pan American работала с 23 июня 1954 года, 12 марта 1956 года проходила последнюю переподготовку по использованию аварийно-спасательного оборудования на B-377, а 18 сентября 1956 года на базе USCG в Сан-Франциско прошла обучение на воде.
  - 23-летняя Кэтрин С. Араки (англ. Katherine S. Araki). В Pan American работала с 26 марта 1955 года, а 7 мая 1956 года проходила последнюю переподготовку по использованию аварийно-спасательного оборудования на B-377.

## История полёта

### Вылет в Сан-Франциско
Boeing 377 борт N90943 выполнял регулярный кругосветный рейс 100/6, который начался 13 октября в Филадельфии (штат Пенсильвания) и далее шёл в восточном направлении (предполагаемый маршрут: Нью-Йорк—Лондон—Франкфурт—Бейрут—Карачи—Рангун—Бангкок—Гонконг—Токио—Уэйк—Гонолулу—Сан-Франциско). 15 октября самолёт благополучно приземлился в Гонолулу (Территория Гавайи), после чего экипаж стал готовиться к выполнению рейса PA-006 (позывные самолёта — Clipper 943) до Сан-Франциско. Полёт должен был проходить по ППП, при этом, согласно выданному диспетчером разрешению, после вылета из Гонолулу самолёт должен был направляться по воздушному коридору «Грин 9» (англ. Green Airway 9), далее на эшелоне 13 000 футов (4000 м) до точки 30° с. ш. 140° з. д., а после на эшелоне 21 000 футов (6400 м) до Сан-Франциско. Всего на борту находились 24 пассажира, включая 3 младенцев, и 7 членов экипажа; имелся запас топлива на 12 часов при расчётной продолжительности полёта 8 часов 54 минуты. Расчётный взлётный вес брутто составлял 138 903 фунта (63 005 кг) при максимальном допустимом 144 000 фунтов (65 300 кг); центровка также не выходила за установленные пределы.
Согласно имеющейся информации о погоде, ветер был тихим, а небо ясным с отдельными небольшими облаками, волны на море высотой 3—4 фута (около 1 м), шедшие с направления 80°.
В 20:26, отстав почти на час от расписания, с 31 человеком на борту «Боинг» вылетел из аэропорта Гонолулу и, следуя по курсу 62°, нормально набрал эшелон 13 000 футов, а в 01:02 16 октября, когда прошла половина полёта, но ещё до достижения точки 30° с. ш. 140° з. д. (её прохождение оценивалось в 01:31), экипаж запросил и получил разрешение на визуальный полёт с набором высоты до эшелона 21 000 футов.

### Проблемы с двигателями
Мощность двигателей была увеличена, и авиалайнер под управлением второго пилота Хээкера начал набирать высоту, пока в 01:19 не был выровнен на заданном эшелоне. Скорость полёта возросла до 188 уз (348 км/ч), поэтому бортинженер Гарсия снизил мощность двигателей, когда вдруг тяжёлая машина дёрнулась, при этом со стороны левого крыла раздался вой, а органы управления стали вибрировать; Хээкер, глянув на приборы, увидел, что на тахометре двигателя № 1 (крайний левый) число оборотов подскочило до 2900 мин−1, поэтому сразу нажал кнопку флюгирования воздушного винта, а также выпустил закрылки на 30°. Гарсия одновременно задействовал противопожарную защиту данного двигателя, перекрыл его дроссель, а также отключил обогащение топливной смеси, после чего ещё сильней уменьшил мощность в остальных трёх двигателях, чтобы снизить скорость полёта; в этот момент показания на тахометре двигателя № 1 уже начали зашкаливать.
Командир Огг, который до этого находился за штурманским столом, быстро занял своё место и после нескольких неудачных попыток флюгировать работающий в нештатном режиме двигатель приказал бортинженеру перекрыть подачу масла в двигатель, чтобы вывести последний из строя. Через две—три минуты обороты в двигателе снизились, затем раздался сильный глухой стук, после чего воздушный винт вновь разогнался до высокой скорости. Работая теперь в режиме авторотации, воздушный винт № 1 стал создавать аэродинамическое сопротивление, но упорно не хотел флюгироваться; так как число оборотов в двигателе № 1 было на нуле, как и уровень масла, экипаж сделал вывод, что произошёл отказ в карданном механизме, в результате чего винт оказался отсоединён от двигателя.
Воздушная скорость упала до 150 уз (278 км/ч), а машина стала снижаться с вертикальной скоростью примерно 1000 футов (300 м) в минуту, поэтому в 01:22 командир связался с метеорологическим  судном November и сообщил о возможном приводнении, запросив о помощи, на что в ответ доложили, что самолёт наблюдается на радиолокаторе примерно на удалении 38 миль (61 км) по азимуту 256°; пассажиров тем временем стали готовить к аварийной посадке (инструкции по её выполнению были зачитаны перед взлётом). Курс был изменён для следования к November, а для уменьшения скорости снижения в 01:24 была увеличена мощность оставшихся трёх двигателей, когда экипаж заметил ещё одну неприятность — двигатель № 4 (крайний правый) при полном газе выдавал только часть мощности, при этом число оборотов в нём составляло 2350 мин−1, а остальные параметры были в норме. Увеличение обогащения смеси до максимума дало лишь незначительный эффект, поэтому число оборотов в четвёртом двигателе снизили до 1750 мин−1, перекрыв при этом его масляный охладитель и интеркулер, а также на полдюйма закрыв створки капота.

### Подготовка к посадке
В 01:25 пилоты доложили November, что приводнение неизбежно, в ответ на что получили направление на находящийся возле метеорологического судна сторожевой корабль Pontchartrain береговой охраны США, капитаном которого был Уильям Эрл (англ. William Earle). Однако в процессе снижения экипаж понял, что ситуация не настолько безнадёжна, так как при номинальной мощности второго и третьего двигателей и частичной четвёртого авиалайнер мог поддерживать горизонтальный полёт при скорости 135 уз (250 км/ч); высота в этот момент составляла 5000 футов (1500 м), но было принято решение снизиться до 3000 футов (910 м). О случившемся экипаж сообщил в Гонолулу, при этом постоянно держа связь с November, получая от него свежую информацию о метеоусловиях и волнении на море. В салоне тем временем стюардессы попросили пассажиров снять очки, обувь и убрать из карманов острые предметы, а также надеть спасательные жилеты, при этом пришлось импровизировать с надеванием на детей жилетов, рассчитанных на взрослого человека; несколько пассажиров получили указания по развёртыванию спасательных плотов после приводнения. Пассажиров также вывели из хвостовой части самолёта, так как командир полагал, что при ударе о воду она может отделиться, при этом детей посадили на пол.

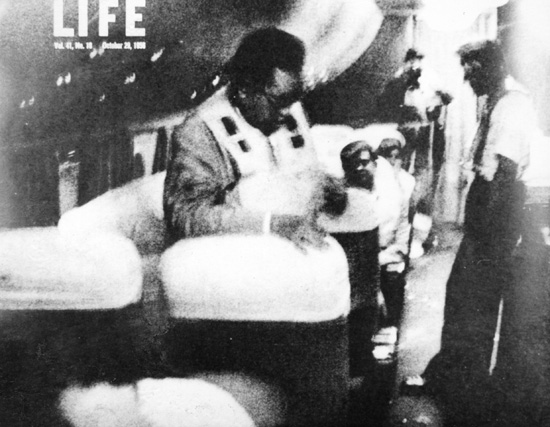
На борту рейса 006

В 01:37 «Боинг» пролетел над November и Pontchartrain, при этом экипаж определил, что при текущей конфигурации самолёта (закрылки на 30°, один винт в режиме авторотации) можно поддерживать горизонтальный полёт на скорости не выше 140 уз (259 км/ч), что примерно на 20 узлов ниже эффективной скорости полёта на двух двигателях. С учётом высокого аэродинамического сопротивления и низкой воздушной скорости максимальная дальность полёта при текущем запасе топлива была оценена в 750 миль (1210 км), тогда как расстояние до Сан-Франциско и Гонолулу было свыше 1000 миль (1600 км). Когда лайнер, следуя по курсу 240°, второй раз пролетел над кораблями, команда Pontchartrain уже расположила на воде в линию электрические фонари, а из бортового миномёта дополнительно начали запускать фальшфейеры, чтобы обозначить и осветить район приводнения. Однако командир, оценив ситуацию, принял решение отложить приводнение до рассвета, в ожидании которого кружить рядом, что заодно поможет облегчить самолёт за счёт сжигания топлива; о данном решении оповестили пассажиров, после чего началась более тщательная подготовка к аварийной посадке. В ожидании утра пассажирам разрешили свободно перемещаться по салону и даже курить. Как позже вспоминали пассажиры, это придало им уверенности, так как они понимали, что в море действительно готовятся оказать им помощь.
В 02:45 произошёл отказ двигателя № 4 с падением мощности (согласно данным с анализатора, в двигателе возникли проблемы с зажиганием в цилиндрах ряда «B»), но его воздушный винт № 4 зафлюгировался нормально. Полёт проходил на высоте 2000 футов (610 м) со скоростью 140 уз (259 км/ч) и поддерживался теперь лишь за счёт оставшихся двигателей № 2 и 3, работавших при числе оборотов 2550 мин−1, а расход топлива составлял 2000 фунтов (910 кг) в час; позже, когда часть топлива была израсходована, самолёт получил возможность подняться на высоту 5000 футов (1500 м), где экипаж провёл проверку управляемости самолёта при низких скоростях.

### Приводнение
Когда начало светать, служащие из береговой охраны убрали с воды фонари и попросили пилотов предупредить о приводнении не позже, чем за 10 минут, чтобы на корабле успели подготовить аварийно-спасательную команду. На море в это время были волны высотой 2—3 фута (0,6—0,9 м), шедшие со скоростью 13 уз (24 км/ч) с курса 130°, атмосферное давление 30,08 дюйма (764 мм) рт.ст., температура воды 74 °F (23 °C). В 05:40 с «Боинга» доложили приблизительное время посадки, на что капитан Эрл передал, что волнение на море до 5 футов (1,5 м), ветер северо-западный 8 узлов (4 м/с); к 06:05 Pontchartrain из пожарных кранов по поверхности океана на протяжении 2500 ярдов (2300 м) проложил пенный след шириной около 100 футов (30 м) по курсу 315° (против направления волн), чтобы пилотам было легче определить высоту над водой, а также чтобы предотвратить возгорание разлившегося авиационного топлива в случае разрушения самолёта.
В 05:50 экипаж дал указание пассажирам занимать предписанные места, после чего, снизившись до 900 футов (270 м), в 05:52 выполнил пробный заход на посадку; в 06:05 бортинженер разрядил в крылья баллоны с двуокисью углерода, чтобы предотвратить пожар, а командир предупредил пассажиров, что посадка будет выполнена через 10 минут. В 06:13 «Боинг» на скорости 90 уз (167 км/ч) и с полностью выпущенными закрылками выровнялся над водой, после чего штурман с бортинженером по указанию командира покинули кабину и заняли места в салоне; следом командир остановил оба оставшихся двигателя, после чего по громкой связи объявил всем в салоне занимать безопасные позы — наклонившись и обхватив ноги руками.
В 06:15 борт N90943 приводнился на Тихий океан. Первое касание было слабым, но затем левое крыло врезалось в волну, из-за чего возник мощный удар, который развернул самолёт почти на 180°, в результате чего в районе главного выхода отделилась хвостовая часть, при этом разорвало ряд сидений перед разломом, несколько пассажиров кинуло на пол, а два младенца вылетели из рук своих матерей. Подняв тучу брызг, «Боинг» зарылся в воду, при этом люди на кораблях даже на миг подумали, что стали свидетелями катастрофы, а все на борту погибли, но спустя секунды авиалайнер всплыл на поверхность и, немного продвинувшись вперёд, остановился. В результате такой жёсткой посадки погибли животные, летевшие в грузовом отсеке: две собаки, попугай и 3300 канареек (были размещены в 44 ящиках); из людей никто серьёзно не пострадал, лишь 5 человек получили лёгкие травмы.
Сразу после остановки оба аварийных выхода были открыты и через них спустили два 20-местных спасательных плота. Плот по левому борту не надулся полностью, из-за чего его начала заливать вода, но все люди в нём были спасены вовремя подошедшей спасательной лодкой. Третий плот был спущен на воду через главный выход, но оказался в ловушке между крылом и отломившейся хвостовой частью, которая дрейфовала слева от самолёта, поэтому сообразительные пассажиры перетащили его по крылу к первому плоту. Последними авиалайнер покинули командир Ричард Огг и старшая стюардесса Патрисия Рейнольдс. К 06:32 все 24 пассажира и 7 членов экипажа находились на борту Pontchartrain, а в 06:35 «Боинг» затонул в точке 30°1,50′ с. ш. 140°09′ з. д..

## Расследование
В полёте предположительно независимо друг от друга возникли две механические неисправности, при этом изучить самолёт не было возможности, так как он теперь лежал на дне океана. В связи с этим всё расследование теперь основывалось на логических выводах с опорой на имеющиеся знания и опыт.

### Двигатель № 1
Первым, с чем столкнулся экипаж, было превышение числа оборотов в двигателе № 1 и отказ системы флюгирования его воздушного винта. Число оборотов в двигателе поддерживается за счёт давления масла, которое направляется в регулятор воздушного винта, где, изменяя угол наклона лопастей, регулирует частоту вращения всего винта. Флюгирование винта, в свою очередь, осуществляется вспомогательным масляным насосом, который забирает масло из резервуара подачи, после чего направляет его в регулятор винта по проходам системы поддержания числа оборотов; таким образом, часть системы управления воздушным винтом используется как для поддержания числа оборотов, так и для флюгирования. Высока вероятность, что возникшая неисправность привела сперва к превышению скорости вращения, ведь если бы раньше был отказ вспомогательного масляного насоса, то одновременно в системе воздушного винта должен был возникнуть ещё один сбой, что практически исключено. Так как увеличение угла поворота лопасти, а значит, и флюгирование винта, происходит путём повышения давления масла под поршнем системы регулирования, логично, что выход двигателя на повышенные обороты и отказ системы флюгирования произошли из-за того, что масло из бака двигателя № 1 прекратило поступать, при этом внешних признаков утечки не было. Наиболее вероятно, что масло по ошибке направлялось на поршень, который, наоборот, уменьшал угол наклона лопастей, либо давления масла вообще не было. В первом случае масло могло быть загрязнено из-за дефекта конструкции двигателя, а загрязнение носило прогрессирующий характер и никак не проявлялось для экипажа, пока двигатель не вышел на чрезмерные обороты. Во втором случае могла быть большая утечка через уплотнения, проходы, передаточные трубы, подшипники винта, регуляторы винта или двигателя.
В итоговом отчёте комиссия пришла к мнению, что в силовой установке произошёл отказ, который оказал влияние на часть системы, общую для поддержания числа оборотов и для флюгирования винта. Конкретную причину следователи определить не смогли. Отмечалось, что после данной аварии в Pan American на самолётах B-377 Тихоокеанско-Аляскинского отделения было ещё два случая неконтролируемого роста числа оборотов двигателя и отказа системы флюгирования воздушного винта, причём причиной в обоих случаях был отказ плавающего подшипника воздушного винта; с 25 марта 1957 года на всех данных самолётах начали ставить плавающие подшипники новой конструкции.

### Двигатель № 4
Согласно показаниям экипажа, давление масла и топлива в двигателе было нормальным, но температура и потребление топлива — низкими. Поначалу рассматривалась версия, что потеря мощности была вызвана сокращением потока воздуха через карбюратор, что, в свою очередь, могло быть вызвано уменьшением проходного сечения впускного тракта из-за деформации или частичного разрушения и смещения элементов системы воздуховодов. В ходе дальнейшего анализа на первый план вышла другая версия — отказ привода механического нагнетателя двигателя при исправном турбонагнетателе, в пользу чего говорили данные из Pan American, согласно которым до этой аварии на данных двигателях уже были три таких отказа, причём у неисправных двигателей показания были аналогичны двигателю № 4 в данном происшествии. При этом в одном из предыдущих случаев экипаж сообщил, что за минуту до отказа в двигателе возникли небольшие обратные вспышки, после чего винт этого двигателя был сразу зафлюгирован; напротив, в происшествии 16 октября 1956 года двигатель работал на пониженной мощности ещё некоторое время до отказа. Кроме того, на Clipper 943 экипаж наблюдал по анализатору, что в ряду «B» цилиндров двигателя были проблемы с зажиганием, но эти данные не противоречат версии с отказом нагнетателя, так как с уменьшением подачи воздуха в двигатели снижается и расход топлива; в этом случае, предположительно, образовавшийся небольшой объём топливной смеси неравномерно распределился между цилиндрами, что и привело к отдельным проблемам в зажигании.
Таким образом, наиболее вероятной причиной нарушения в работе двигателя № 4, а затем и его отказа был назван отказ привода механического нагнетателя двигателя.

### Рассмотрение аэродинамического сопротивления
Самолёт Boeing 377 рассчитывался на выполнение безопасного полёта только с двумя двигателями, при этом рекомендуемая скорость была определена как 165 уз (306 км/ч); если бы у Clipper 943 были зафлюгированы оба винта отказавших двигателей, то он бы мог безопасно достичь американского побережья, либо вернуться на Гавайские острова. Однако в данном случае возникла ситуация, когда один из двигателей работал в режиме авторотации, создавая повышенное сопротивление, в результате чего возрос расход топлива. После событий с рейсом 100/6 компании Hamilton Standard и Boeing провели испытания, на данном типе самолётов и с данными силовыми установками, по определению аэродинамического сопротивления и мощности, необходимой для его компенсации. Полёты выполнялись на высоте 2000 футов (610 м) со скоростью 145 уз (269 км/ч), а лопасти нерабочего винта были установлены на угол 21,3°.
| Режим                 | Сила сопротивления    | Компенсационная мощность |
| --------------------- | --------------------- | ------------------------ |
| Свободная авторотация | 520 фунтов (240 кг)   | 295 л. с. (217 кВт)      |
| Связанная авторотация | 1880 фунтов (850 кг)  | 1060 л. с. (780 кВт)     |
| Неподвижный           | 2320 фунтов (1050 кг) | 1380 л. с. (1010 кВт)    |

Так как сила сопротивления возрастает пропорционально квадрату скорости, то на скорости полёта выше 145 уз (269 км/ч) показатели будут уже гораздо больше. Результаты испытаний имели большое значение, так как ранее этот момент особо не рассматривали. До эксперимента была распространена гипотеза, что неподвижный воздушный винт создаёт куда меньшее воздушное сопротивление по сравнению с работающим в режиме авторотации, но испытания показали обратное. Однако данные величины были получены лишь на отдельных самолётах.

## Причины
1. Авиакомпания, самолёт и экипаж имели необходимые сертификаты, а рейс был надлежащим образом отправлен.
2. При загрузке самолёта не были нарушены границы веса брутто и центровки.
3. Полёт проходил нормально, пока не пропало управление воздушным винтом № 1, а двигатель не вышел на повышенные обороты.
4. Невозможно было регулировать скорость двигателя или зафлюгировать винт.
5. Двигатель был остановлен, а воздушный винт, отсоединившись от него, перешёл в режим авторотации.
6. Была частичная потеря мощности в двигателе № 4, затем его полный отказ, а воздушный винт был зафлюгирован.
7. Воздушная скорость была снижена до 145 узлов[* 3], чтобы предотвратить раскрутку воздушного винта № 1.
8. Дальность полёта упала настолько, что добраться до суши было невозможно.
9. Пассажиры были полностью проинструктированы о действиях в чрезвычайной ситуации, а приводнение самолёта обошлось без смертельных случаев.
10. Эвакуация на самолёте была грамотно спланирована и упорядочена.

Комиссия от Совета по гражданской авиации (CAB) пришла к мнению, что причиной происшествия стал первоначальный механический отказ, который не позволил зафлюгироваться воздушному винту № 1, и последующий механический отказ, приведший к полной потере мощности в двигателе № 4, последствия чего привели к необходимости выполнить приводнение.

## Экранизация
В 1958 году на экраны вышел кинофильм «Вынужденная посадка» режиссёра Фреда Сирса (умер в период монтажа фильма), основанный на происшествии с рейсом PA-006. В отличие от реальной истории, события фильма перенесены в Атлантический океан и происходят на борту современного на тот момент самолёта Douglas DC-7, а на помощь вместо сторожевого корабля береговой охраны приходит эсминец американских ВМС. Основную роль в сюжете занимают переживания пассажиров и экипажа в ожидании рассвета, пока авиалайнер кружит над морем близ корабля, при этом многие герои переосмысливают свои отношения. Главные роли в фильме исполнили Гэри Меррилл (командир самолёта Стив Уильямс) и Нэнси Рейган (Хелен Уильямс, его жена), причём для Рейган это было последнее появление на большом экране. В титрах она указана под именем «Нэнси Дэвис».

### Комментарии
1. 1 2 3 4  Фото сделал кок Уильям Симпсон (англ. William Simpson) со сторожевого корабля Pontchartrain[англ.] береговой охраны США.
2. ↑  Здесь и далее по умолчанию указано Гавайско-Алеутское стандартное время (HST)
3. ↑  Вероятно, опечатка в отчёте, так как выше при описании полёта воздушная скорость была указана как 140 узлов